# Lychnis scottii
Lychnis scottii là loài thực vật có hoa thuộc họ Cẩm chướng. Loài này được (Turrill) M.Popp mô tả khoa học đầu tiên năm 2008.